# Narcine baliensis
Narcine baliensis is een vissensoort uit de familie van de schijfroggen (Narcinidae). De wetenschappelijke naam van de soort is voor het eerst geldig gepubliceerd in 2016 door Carvalho & White.